# James Mwangi Macharia
James Mwangi Macharia (* 23. Juni 1984) ist ein kenianischer Langstreckenläufer, der sich auf Straßenläufe spezialisiert hat.
2004 gewann er den Sapporo-Halbmarathon. Im Jahr darauf folgte einem Sieg beim Virginia-Beach-Halbmarathon ein siebter Platz bei den Halbmarathon-Weltmeisterschaften 2005 in Edmonton. 2006 wurde er Siebter beim CPC Loop Den Haag.
2007 qualifizierte er sich mit einem zweiten Platz beim Vienna City Marathon für den Marathon der Leichtathletik-Weltmeisterschaften in Ōsaka, bei dem er jedoch nicht das Ziel erreichte. Beim Rotterdam-Halbmarathon 2008 kam er auf den 13. Platz.
2009 wurde er Sechster beim Sapporo-Halbmarathon und Fünfter beim Nagoya-Halbmarathon, und 2010 kam er beim Sendai-Halbmarathon und beim Sapporo-Halbmarathon jeweils auf den vierten Platz. Im darauffolgenden Jahr lief er nach einem vierten Platz in Sapporo und einem dritten Platz beim Philadelphia-Halbmarathon beim Fukuoka-Marathon als Zweiter ein. 2012 wurde er erneut Vierter in Sapporo.
2013 kehrte er mit einem dritten Platz beim Biwa-See-Marathon auf die 42,195-km-Distanz zurück. 2014 wurde er Neunter beim Biwa-See-Marathon, Sechster beim Enschede-Marathon und Achter beim Valencia-Marathon.

## Persönliche Bestzeiten
- 5000 m: 13:28,47 min, 22. Mai 2004, Nobeoka
- 10.000 m: 27:49,27 min, 17. Oktober 2009, Fukuroi
- Halbmarathon: 1:00:34 h, 14. September 2008, Rotterdam
- Marathon: 2:08:38 h, 4. Dezember 2011, Fukuoka